# راتشيل بلاند
راتشيل بلاند (بالإنجليزية: Rachael Bland)‏‏ (1977 أو 1978 - 5 سبتمبر 2018) هي صحفية ويلزية، ومُقدمة في راديو بي بي سي 5 لايف وبي بي سي شمال غرب الليلة.
في 3 سبتمبر 2018، أعلنت راتشيل على حسابها على تويتر أن "وقتها قد حان"، وأنه تبقى لها أيام معدودة فقط في الحياة. توفيت بعد عامين من الإصابة بسرطان الثدي وبعد يومين من تغريدة الوداع عن عمرٍ يُناهز 40 عامًا.